# Vladimir Velebit
Vladimir (Vlatko) Velebit (Zára, 1907. augusztus 19. – 2004. augusztus 19.) horvát jogász, a Jugoszláv Szocialista Szövetségi Köztársaság diplomatája. 

## Élete
Zárában született, Bécsben, Zágrábban és Varasdon tanult, Zágrábban szerez jogi diplomát. Ezután Szerbiában (Niš, Leskovac) volt gyakornok. 

### Kapcsolata a partizánmozgalommal
Zágrábba visszatérve bekapcsolódott be az antifasiszta harcba. A háború idején 1942-ig illegalitásban volt, majd Tito partizán hadseregének főparancsnokságán dolgozott. 1943-tól Nagy-Britanniában képviselte a partizán szervezetet.

### Karrierje a II. világháború után
A felszabadulás után a kommunista Jugoszlávia külügyminisztériumában tevékenykedett. Mint hivatalosan „el nem kötelezett” ország diplomatája, nemzetközi karriert is befutott. 1962-ben ő lett az ENSZ Nemzetközi Munkaügyi Szervezetének (ILO) európai kutatási és tervezési főnöke. 2004-ben hunyt el.

## Kapcsolódó irodalom
Még 2001-ben is riportkötetet jelentetett meg vele:
- Šuvar, Mira: Vladimir Velebit: Svjedok historije, Razlog, Zagreb, 2001.

1. 1 2  Istrapedia (horvát nyelven)
2. 1 2  Dalibor Brozović: Hrvatska enciklopedija (horvát nyelven). Horvát Enciklopédia . Miroslav Krleža Lexicographical Institute, 1999
3. ↑  https://www.gradskagroblja.hr/trazilica-pokojnika/15. (Hozzáférés: 2022. december 14.)